# جیمز کارپینلو
جیمز کارپینلو (انگلیسی: James Carpinello؛ زادهٔ ۱۳ اوت ۱۹۷۵) بازیگر تئاتر، بازیگر تلویزیون، و بازیگر سینما اهل ایالات متحده آمریکا است.
از فیلم‌ها یا برنامه‌های تلویزیونی که وی در آن نقش داشته‌است می‌توان به جوخه گانگستر، مجازاتگر و از شب بترس اشاره کرد.